# Coppa delle Alpi 1981
La Coppa delle Alpi 1981 è stata la ventunesima edizione del torneo. Vi hanno partecipato squadre del campionato francese e svizzero.
Ad aggiudicarsi la competizione fu il Basilea, che vinse la finale ai rigori, contro il Sochaux. La partita era terminata 2-2 nei tempi regolamentari.

## Squadre partecipanti
- Auxerre
- Basilea
- Bastia
- Bordeaux
- Losanna
- Neuchâtel Xamax
- Sion
- Sochaux

## Finale
| Basilea 29 settembre 1981 | Basilea              | 2 – 2 (d.t.s.)                | Sochaux | St. Jakob Stadium |
| \| \| \| \| \| Gaisser 1’ Mullis 31’ \| Marcatori \| 27’ Genghini 55’ Bonnevay \| \| Stohler Sutter von Wartburg Gaisser Nickel \| Tiri di rigore 5 – 3 \| Bézaz Bonnevay Stopyra Zimako \| |                      |                               |         |                   |
| |                      |                               |         |                   |
| Gaisser 1’ Mullis 31’ | Marcatori            | 27’ Genghini 55’ Bonnevay     |         |                   |
| Stohler Sutter von Wartburg Gaisser Nickel | Tiri di rigore 5 – 3 | Bézaz Bonnevay Stopyra Zimako |         |                   |